# Prima Linea (organizzazione)
Prima Linea (PL) è stata un'organizzazione armata terroristica di estrema sinistra italiana di stampo comunista. Inizialmente associazione politica extraparlamentare formata da fuoriusciti da Lotta Continua, i cui membri maturarono quasi subito la scelta della lotta armata.
Nata nell'autunno del 1976 e ufficialmente strutturatasi nella primavera dell'anno successivo, come organizzazione terroristica, Prima Linea sarà seconda in Italia solo alle Brigate Rosse, per numero di persone colpite (39 di cui 16 uccise), di azioni armate (101 attentati rivendicati) e per numero di aderenti.
Il nome scelto venne ispirato dai servizi d'ordine dei movimenti della sinistra extraparlamentare, che negli anni settanta si schieravano in testa ai cortei occupando, appunto, la prima linea.

## Storia

### Gli ideali di Prima Linea e La differenza con le Brigate Rosse
Obiettivo costitutivo di PL è quello di rappresentare l'avanguardia delle masse proletarie e del movimento del Settantasette, e mantenendo dei legami diretti e di dialogo con l'Autonomia Operaia, restando parte delle stesse e senza tramutarsi in una élite di combattenti: un modo, questo, di condannare il dogmatismo ideologico delle Brigate Rosse, che erano un'organizzazione comunista armata compartimentata in se stessa, mentre Prima Linea pur condividendo e appoggiando le azioni delle Brigate Rosse, decise di dialogare anche con chi stava all'interno dell'organizzazione, continuando a compiere atti di guerriglia armata contro lo Stato italiano.
Militarmente, gli esordi della formazione, sono contraddistinti da un'ottica giustizialista all'interno delle fabbriche, con azioni armate (raid delle ronde proletarie) che consistono nel ferimento di capi reparto e dirigenti aziendali, una modalità che ha come obiettivo «più che una presa di potere, una progressiva dissoluzione del potere»
Inizialmente composta perlopiù da operai e studenti, del primo gruppo di PL facevano parte: Sergio Segio, Susanna Ronconi (ex BR), Roberto Rosso, Roberto Sandalo, Marco Donat-Cattin, Enrico Baglioni, Sergio D'Elia, Enrico Galmozzi, Bruno La Ronga, Giulia Borrelli, Silviera Russo, Diego Forastieri, Maurice Bignami, Michele Viscardi, Fabrizio Giai.

### 1974-1976: le origini

Sergio Segio, soprannominato Comandante Sirio

Le origini dell'organizzazione Prima Linea vanno ricercate nel momento storico italiano che, nella seconda metà degli anni settanta, vede una grande crescita del cosiddetto partito armato.
Tra la primavera e l'autunno del 1974, all'interno dei ranghi di Lotta Continua, si consuma una rottura e conseguente scissione da parte di alcuni militanti, perlopiù appartenenti alla corrente e alla frazione, ovvero due delle aggregazioni principali che, composte prevalentemente da membri del servizio d'ordine del gruppo e particolarmente radicate a Milano, Torino, Napoli e in Brianza, criticano la linea troppo intellettuale dell'organizzazione in favore di un'iniziativa rivoluzionaria più interventista. Un invito che si traduce nella proposta di adesione alla lotta armata che, però, venne immediatamente rigettata dal gruppo dirigente di LC, circostanza che portò quindi all'inevitabile rottura.
Una volta fuoriuscito da Lotta Continua, nel 1975, il gruppo iniziò a stringere rapporti con altri militanti provenienti dalle file del movimento principale della sinistra extraparlamentare, il quale era il movimento dell'Autonomia Operaia, aggregandosi attorno all'esperienza della rivista Senza Tregua, radicata in fabbrica e nel cosiddetto terreno dell'antifascismo militante.
Nell'autunno del 1976, dopo due riunioni promosse dal gruppo dirigente della rivista e tenutesi, rispettivamente, a Salò e a Stresa, si consumò quindi l'ennesima diaspora che porterà alla polverizzazione di quell'esperienza e alla formazione di tre nuove organizzazioni: i Comitati comunisti rivoluzionari, le Unità comuniste combattenti e, appunto, Prima Linea.

### 1976-1977: le prime azioni
(Volantino di rivendicazione del 30 novembre 1976)
Il 1976 fu l'anno delle prime azioni armate del gruppo. Ma come scritto nel volantino di rivendicazione distribuito in occasione della prima azione militare del gruppo, ovvero l'irruzione nella sede dei Dirigenti Fiat a Torino, del 30 novembre 1976, in principio la denominazione Prima Linea (nome che, nelle intenzioni del movimento, si rifaceva ai servizi d'ordine utilizzati durante le manifestazioni di piazza, schierati in testa, in prima linea, appunto, a protezione del corteo) non viene subito utilizzata, fedele ai principi costitutivi del movimento che si auto-rappresenta come unione di moltissime sigle della sinistra extraparlamentare, ed i gruppi armati che confluirono dentro Prima Linea furono:
- Brigate Comuniste Combattenti
- Comitati Comunisti Combattenti
- Collettivo Studenti Operai dei Castelli Romani
- Lotta Armata per il Comunismo
- Per il potere proletario armato guerra di classe
- Proletari Organizzati per il Comunismo
- Nuclei Combattenti per il Contropotere del Territorio
- Reparti Comunisti Combattenti
- Reparti Proletari per l'Esercito di Liberazione Comunista
- Ronde Armate Proletarie
- Ronde Proletarie per il Comunismo
- Ronde Proletarie Tiburtino
- Squadre operaie armate
- Squadre Operaie Combattenti
- Squadre proletarie di combattimento-Esercito di liberazione comunista

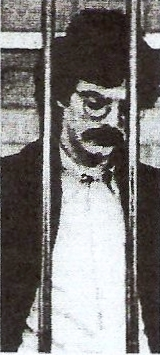
Bruno La Ronga

Il primo omicidio attribuito al gruppo di Prima Linea fu quello di Enrico Pedenovi, consigliere provinciale del Movimento Sociale Italiano, ucciso il 29 aprile 1976 a Milano, in occasione del primo anniversario dell'assassinio del militante del Fronte della Gioventù Sergio Ramelli.
Come già detto l'omicidio non venne in realtà rivendicato dal gruppo, deciso inizialmente a non firmare le proprie azioni, soprattutto nel caso di omicidi. In sede processuale, però, nell'ambito del procedimento a carico di Prima Linea del 1984, la Corte d'assise di Milano riconobbe in Enrico Galmozzi, Bruno La Ronga e Giovanni Stefan (tutti e tre appartenenti a PL) gli esecutori materiali dell'omicidio, emettendo due condanne all'ergastolo ed una a 27 anni di reclusione. Un quarto componente dell'organizzazione, Piero del Giudice, ricevette una condanna a 28 anni per concorso morale nell'omicidio, pianificato come vendetta, per la morte di un giovane militante di sinistra, Gaetano Amoroso, ucciso a seguito di un'aggressione, da parte di militanti di destra, il 27 aprile 1976. La Corte di cassazione modificò in parte la sentenza, riducendo a 29 anni l'ergastolo di La Ronga e assolvendo Del Giudice.
La mattina del 12 marzo 1977, un commando di PL, uccise a Torino Giuseppe Ciotta, 
brigadiere di Pubblica Sicurezza di 29 anni. Mentre si apprestava a salire sulla sua auto, per recarsi al lavoro, tre individui si avvicinarono all'agente e lo uccisero con tre colpi di arma da fuoco.
 Anche per questo omicidio, rivendicato all'epoca con la sigla Brigate comuniste combattenti, venne in seguito riconosciuto colpevole Enrico Galmozzi.
Anche se le prime azioni del gruppo risalgono all'anno precedente, l'atto di nascita ufficiale di PL verrà sancito più tardi, nell'aprile del 1977, con il primo congresso dell'organizzazione a San Michele a Torri, nei pressi di Firenze, e con la costituzione di un comando nazionale in cui confluirono, accanto al gruppo milanese, le rappresentanze di Bergamo, Torino, Firenze e Napoli. Qui vennero stabiliti anche i due principi fondativi dell'organizzazione neonata: «l'univocità politico-militare del quadro d'organizzazione», e quindi la coincidenza tra ruoli e pratiche politiche e militari, e poi la «bipolarità», ovvero l'esistenza di due livelli, uno interno ai movimenti di massa (le Squadre o le Ronde) e uno centralizzato e operante sia a livello locale che nazionale, entrambi strumentali per «chiudere la forbice che si è aperta tra organizzazione combattente e combattimento proletario»
Un modello organizzativo, quello di Prima Linea, che prevedeva, accanto ad una struttura centrale (il Comando Nazionale), tutta una serie di singoli nuclei dotati di una certa autonomia e che assicuravano il collegamento con il Movimento.
 A differenza delle Brigate Rosse,  solo in casi eccezionali , quali essere ricercato dalle forze dell'ordine, il militante di Prima Linea adottava la clandestinità, conservava quindi la propria presenza col suo vero nome nei luoghi di lavoro e nei movimenti della sinistra extraparlamentare, allo scopo di evitare l'isolamento e mantenere la costante connessione con la base. Allo stesso modo, il gruppo non disponeva di covi e depositi militari, custodendo documenti e armi nelle stesse case dei militanti.
Nel 1977 le azioni del gruppo iniziano a moltiplicarsi: si tratta soprattutto di azioni di danneggiamento, attentati, ferimenti, rapine di finanziamento. Il 19 maggio dei militanti di PL incendiarono i magazzini della Sit Siemens e della Magneti Marelli di Milano.
Il 20 giugno 1977 a Milano, venne ferito alle gambe il dirigente della Sit-Siemens Giuseppe D'Ambrosio, mentre due giorni dopo, il 22 giugno, un gruppo di fuoco colpisce Giancarlo Niccolai, dirigente della Democrazia Cristiana di Pistoia. I tre colpi esplosi dalle loro P38, gli procurarono la frattura di entrambi i femori.
Il 2 dicembre 1977 Prima Linea ferisce e gambizza lo psichiatra Giorgio Coda, condannato nel 1974 dal tribunale per i dolorosi maltrattamenti che infliggeva ai pazienti con l'elettrochoc nell'ospedale psichiatrico di Collegno.
Il 1977 è anche l'anno dei primi arresti e dei primi caduti nel movimento. Il 19 luglio, a Tradate (VA), durante la rapina a un'armeria venne ucciso, dal proprietario, il militante Romano Tognini (nome di battaglia Valerio e a cui sarà poi intitolato un gruppo di fuoco milanese). Quattro giorni dopo (23 luglio), con un attentato contro il negozio dell'armiere, il gruppo intese rivendicare a sé il militante ucciso.
Contemporaneamente alle azioni, il movimento inizia anche a crescere dal punto di vista numerico e, dai circa cento militanti iniziali, a fine anno può contare su duemila persone armate.

### 1978-1979: l'acme della lotta armata
Il biennio 1978-1979 si rivela cruciale per l'organizzazione, una recrudescenza dell'azione armata che in questi anni raggiunge il suo culmine con le azioni più note del gruppo.
I primi mesi del 1978 sono anche quelli della fusione, «per omogeneizzare la linea» con le Formazioni comuniste combattenti di Corrado Alunni e di Marco Barbone, e in seguito alla quale si diede vita al Comando nazionale unificato. I due gruppi continueranno comunque ad agire separatamente, ma con una strategia condivisa e rivendicando congiuntamente (come FCC-PL) tutta una serie di attentati contro le forze dell'ordine.
Il 20 gennaio 1978, durante un'operazione volta a far evadere alcuni detenuti dal carcere delle Murate di Firenze, il commando di terroristi di PL venne intercettato da una pattuglia della Polizia. Ne nacque un conflitto a fuoco nel quale rimase ucciso l'agente Fausto Dionisi, mentre l'altro agente, Dario Atzeni, colpito 
da quattro proiettili all'inguine, verrà salvato dopo un intervento chirurgico.
Il 10 maggio, a Milano, il dirigente della Montedison, Francesco Giacomazzi, venne 
gambizzato in un agguato. A questo episodio ne seguiranno poi altri, sempre nel 1978, destinati a colpire/ferire simboli politici e delle forze dell'ordine: l'11 maggio successivo, sempre a Milano, venne ferito il direttore generale della Chemical Bank, Mario Astarita; l'agente della Digos Roberto Demartini (Torino, 17 maggio); l'assicuratore Salvatore Russo (Torino, 19 luglio); il medico del carcere di San Vittore, Mario Marchetti (Milano, 13 novembre).
L'11 ottobre dello stesso anno venne freddato Alfredo Paolella, docente universitario di antropologia criminale all'Università di Napoli e osservatore tecnico nel carcere di Pozzuoli (NA). Un commando composto da 3 uomini e una donna sparò per uccidere Paolella il quale, raggiunto da nove colpi, tutti in punti vitali, si accasciò e morì sul posto.
Il 1º dicembre del 1978, in un agguato, a seguito di una discussione avvenuta all'interno di un bar milanese, nei pressi di Porta Romana, tre civili (Domenico Bornazzini, Carlo Lombardi e Piero Magri) vennero colpiti a morte da due appartenenti a Prima Linea. Durante le indagini che precedettero il processo, emerse che le tre vittime furono colpite per una discussione politica con gli imputati, che furono infine condannati.

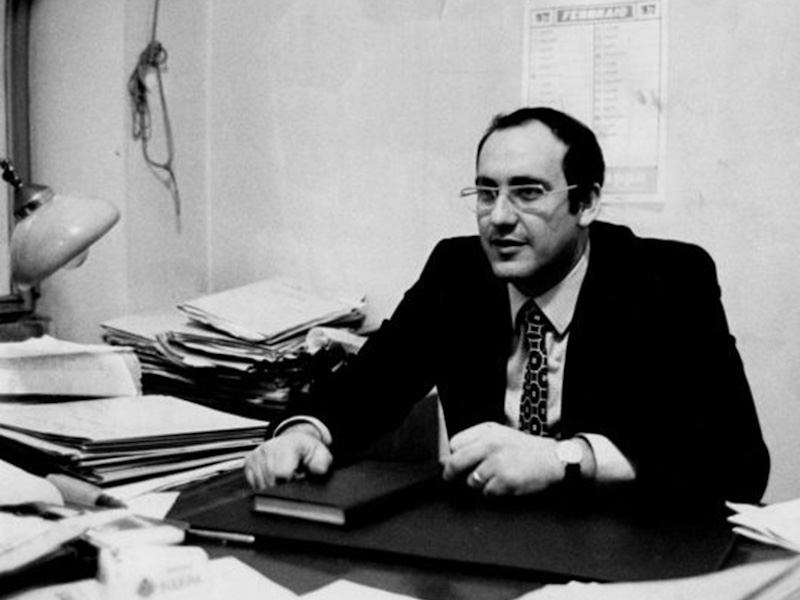
Emilio Alessandrini, il giudice assassinato da Prima Linea nel 1979

La mattina del 19 gennaio del 1979 venne ucciso l'agente Giuseppe Lorusso a Torino. Sotto la sua abitazione 
lo attende il gruppo di fuoco, composto da Maurice Bignami, Bruno La Ronga, Fabrizio Giai e Silveria Russo, tutti a bordo di una 128 rossa. Dieci proiettili raggiungono Lorusso alla testa, al braccio sinistro, al torace, all'addome e l'agente muore sul colpo.
Uno dei punti di svolta nella storia del gruppo fu l'omicidio di Emilio Alessandrini, sostituto Procuratore della Repubblica di Milano, accusato dai terroristi di "essere una spia” e ucciso a Milano il 29 gennaio 1979, da un commando di PL formato da Sergio Segio e Marco Donat-Cattin (che spararono contro il giudice), appoggiati da Michele Viscardi, Umberto Mazzola e Bruno Russo Palombi. I due esplosero numerosi colpi di pistola e il magistrato morì all'istante sul posto.Alessandrini, che conduceva numerose istruttorie sul terrorismo (tra cui quella su Prima Linea), venne aggredito mentre, al volante della sua auto, era fermo a un semaforo di viale Umbria. L'attentato venne rivendicato con una telefonata al quotidiano La Repubblica.
Il 28 febbraio del 1979, in uno scontro a fuoco al bar dell'Angelo, sito in Piazza Stampalia, a Torino, due militanti di Prima Linea vennero uccisi dagli agenti di polizia sopraggiunti nel locale in seguito alla segnalazione di un esercente. L'uccisione dei due piellini, Matteo Caggegi e Barbara Azzaroni, rispettivamente di 29 e 20 anni, sorpresi dagli agenti nel bar dell'Angelo situato proprio di fronte ad un covo di Prima Linea, scatenò a sua volta una serie di rappresaglie ugualmente sanguinose contro le forze dell'ordine.
La rappresaglia del gruppo non si fa attendere e, il 9 marzo successivo, un commando di Prima Linea composto da Bignami, La Ronga, Silveria Russo, Giai e Giancarlo Scotoni, sempre a Torino, attaccò una pattuglia di polizia in un agguato nei locali della bottiglieria di Via Millio. Nel corso di un conflitto a fuoco, perse accidentalmente la vita un giovane e ignaro passante, Emanuele Iurilli. La vendetta, per i fatti del bar dell'Angelo, si completò il 18 luglio: Carmine Civitate, proprietario del locale e ritenuto responsabile di aver identificato i due terroristi, venne ucciso da un gruppo di fuoco composto da Bignami e Donat-Cattin che, con Giai, Viscardi e Roberto Sandalo di copertura all'esterno, entrarono nel bar e spararono a morte contro Civitate. Dal processo emergerà che l'esercente aveva addirittura rilevato il bar solo dopo la morte dei due terroristi e che quindi non era stato lui ad avvisare la polizia.
Il 13 luglio, durante una rapina alla Cassa di Risparmio di Druento (Torino), venne ucciso il vigile urbano Bartolomeo Mana, che prestava servizio di vigilanza disarmato. Il gruppo di fuoco che freddò con un colpo ravvicinato alla testa il vigile, era composto da Marco Donat-Cattin, Vito Biancorosso e Roberto Sandalo (che sparò provocando così la morte dell'uomo).
L'innalzamento del livello dello scontro, e l'allontanamento dal movimento operaio, creò di fatto la prima scissione all'interno del movimento. Nel settembre del 1979, infatti, si tenne una conferenza dell'organizzazione a Bordighera (Imperia) nel quale emerse un contrasto tra le due anime storiche di PL: coloro che volevano mantenere un radicamento nei movimenti e coloro che invece volevano radicalizzare lo scontro e portare un attacco più deciso alle istituzioni. A causa di questi contrasti, alcuni membri (tra cui Marco Donat-Cattin e Massimo Prandi) lasciarono l'organizzazione, ritenendo che le contingenze politiche e le attività repressive imponevano di fatto una ritirata strategica ed una stasi dell'operatività militare.
Ma le azioni armate non sembrano diminuire. Sul fronte delle lotte operaie, il 21 settembre 1979, viene ucciso a Torino il dirigente FIAT Carlo Ghiglieno, responsabile del settore Pianificazione strategica: freddato con 7 colpi esplosi con una 38 special, da un commando di 4 uomini che lo raggiunge mentre si appresta a salire in auto, per recarsi al lavoro e che lo colpisce a morte.
A novembre, il sodalizio con le Formazioni comuniste combattenti, è già terminato: se la logica della lotta armata è infatti la medesima, le differenze 
riguardo al rapporto con le Brigate Rosse e sulla gestione della clandestinità finiscono per dividere le strade dei due movimenti.
L'11 dicembre, un nucleo di Prima Linea fece irruzione all'interno della Scuola di formazione aziendale occupandola militarmente per 45 minuti: dopo aver radunato studenti e docenti nell'aula Magna della scuola, i terroristi leggono un proclama agli astanti e, successivamente, in un locale attiguo, allineano contro il muro cinque docenti e cinque studenti e li gambizzano con due colpi di pistola ciascuno.
Il 1979 si chiude con la morte di un attivista di PL. Il 14 dicembre, a Rivoli (Torino), la polizia sorprende un nucleo di PL mentre prepara un attentato alla fabbrica metalmeccanica Elgat. Nello scontro a fuoco, in cui restano feriti il brigadiere Massimo Osnaghi e l'agente Giovanni Serra, viene 
ucciso il terrorista Roberto Pautasso, di 21 anni.

### 1980-1981: i pentimenti e il declino
Nel 1980, il gruppo inaugura ufficialmente la sua esperienza romana, necessaria a quella logica di espansione territoriale, dettata da esigenze logistiche per l'intensificarsi dell'azione repressiva, oltre che per diffondere il messaggio politico del movimento. Il nuovo anno vede prevalere, nella dialettica interna al gruppo, l'ala radicale di PL e delle posizioni favorevoli alla radicalizzazione dello scontro che, nel mese di gennaio, nella Conferenza del movimento a Morbegno, verrà quindi sancita come mozione predominante. Da questa riflessione maturò poi, da lì a breve, l'attentato contro Guido Galli, magistrato e docente di Criminologia all'Università Statale di Milano.
Il 5 febbraio 1980 venne ucciso, a Monza, Paolo Paoletti, responsabile di produzione alla ICMESA di Seveso, la stessa azienda responsabile della nube tossica di diossina, nell'estate del 1976. Paoletti venne ucciso alle 8.15 di mattina, mentre stava per recarsi al lavoro, con tre colpi di pistola, sparati da un terrorista che poi si allontanò a bordo di una Fiat 128 grigio metallizzata e assieme ad un altro uomo e ad una donna. L'assassinio venne rivendicato poco dopo con una breve telefonata all'ANSA milanese:«Buongiorno signorina siamo di Prima Linea e rivendichiamo l'uccisione di Paolo Paoletti, avvenuta questa mattina a Monza. Seguirà comunicato»
Il 19 marzo 1980 a Milano, venne assassinato il magistrato e criminologo Guido Galli, da un gruppo di fuoco di Prima Linea di cui facevano parte Sergio Segio, Maurice Bignami, Michele Viscardi. Colpito inizialmente alla schiena, una volta a terra, i terroristi lo finirono sparandogli due colpi alla nuca. L'omicidio, che avvenne nell'aula 309 (oggi dedicata alla memoria del giurista) dell'Università degli Studi di Milano, poco dopo le ore 17, di quello stesso giorno, venne rivendicato all'Ansa con un comunicato a firma Prima Linea - Nucleo di fuoco Valerio Tognini.
(Volantino di rivendicazione omicidio Galli)
 La decisione di colpire un magistrato disponibile al dialogo (non un intransigente), per radicalizzare lo scontro e chiudere ogni tentativo di mediazione, verrà criticata anche nella stessa galassia della lotta armata.
Nel corso del 1980, durante gli scontri a fuoco a seguito di rapine di finanziamento e azioni di disarmamento da parte dei militanti piellini, vennero uccisi i carabinieri Antonio Chionna (3 giugno), Ippolito Cortellessa, Pietro Cuzzoli (11 agosto) e Giuseppe Filippo (28 novembre).
Sempre nel 1980, l'organizzazione è attraversata, oltre che dalle divisioni interne, anche dalle prime scissioni e defezioni. Ma il 1980 è, soprattutto, l'anno dei primi pentimenti interni al gruppo che segnarono un punto di non ritorno verso la fine del movimento. Saranno, infatti, soprattutto le confessioni rese dai Sandalo (in aprile), Donat-Cattin (in maggio) e Viscardi (in novembre) a contribuire all'ondata di arresti che, di fatto, segneranno lo smantellamento della formazione. 
Per questo motivo, nell'estate di quell'anno, si tennero due Conferenze d'organizzazione (a Rimini e a Senigallia) quale seguito al dibattito interno sulle varie contromisure possibili da mettere in campo: il nodo politico fondamentale fu la riflessione sul possibile proseguimento della lotta armata, alla luce dell'inasprimento repressivo e dell'estendersi del fenomeno del pentitismo.
In questo clima di sospetto nei confronti di possibili delazioni o pentimenti dei propri militanti che, il 7 febbraio 1980, PL decise di colpire un suo appartenente, William Vaccher, coinvolto nell'inchiesta sul delitto Alessandrini e accusato di essere un delatore e di aver fatto rivelazioni agli inquirenti.
Il 29 aprile, durante una retata delle forze dell'ordine, venne arrestato Roberto Sandalo, esponente di punta del gruppo dirigente che, un mese dopo la sua cattura, iniziò un percorso di collaborazione con gli inquirenti, ammettendo tra l'altro la sua partecipazione agli omicidi Ghiglieno, Civitate e Mana. Le sue confessioni, unite a quelle di Michele Viscardi, permisero agli agenti di arrestare, nel dicembre 1980, 165 esponenti di PL (che praticamente venne quasi azzerata) e di conoscere nomi e componenti dell'organizzazione come, ad esempio, quello di Marco Donat-Cattin, figlio di Carlo, già membro di spicco della Democrazia Cristiana e allora Ministro del lavoro e della previdenza sociale e vicesegretario del suo partito.
Come rivelato nei documenti della commissione parlamentare inquirente (seduta del 29 maggio 1980), inerenti alla testimonianza di Carlo Donat-Cattin, il 24 aprile, poco prima del suo arresto, Sandalo incontrò segretamente il presidente del Consiglio, Francesco Cossiga che, su richiesta del suo collega di partito, si era messo sulle tracce del figlio latitante. Le confessioni di Sandalo vennero quindi incrociate con quelle di Patrizio Peci, capo colonna delle Brigate Rosse di Torino, arrestato il 19 febbraio precedente e che, nel secondo giorno di interrogatorio (il 2 aprile), confermò di aver saputo che Marco Donat-Cattin era un terrorista di PL.
Il 5 maggio 1980, venne emesso il mandato di cattura per Marco Donat-Cattin per "partecipazione e organizzazione di banda armata denominata Prima Linea". Lo stesso giorno in cui la notizia apparve sui giornali, e prima di essere arrestato, Donat Cattin riuscì però a fuggire in Francia. La sua fuga fu oggetto di aspre polemiche nel mondo politico che coinvolsero il padre e l'allora presidente del Consiglio Francesco Cossiga, accusato di aver preventivamente informato Carlo Donat-Cattin riguardo alle indagini sul figlio e di averne addirittura agevolato la fuga all'estero. Le inchieste successive non portarono ad evidenza alcuna responsabilità da parte di Cossiga.
Il 20 dicembre 1980 Marco Donat-Cattin venne infine rintracciato e arrestato a Parigi e successivamente estradato in Italia, nel febbraio del 1981. Pochi giorni prima, il 5 dicembre, 95 militanti appartenenti a Prima Linea furono rinviati a giudizio per banda armata, grazie alle rivelazioni del pentito Roberto Sandalo: tra gli imputati figurano Roberto Rosso, Susanna Ronconi (compagna di Segio ed ex appartenente alle Brigate Rosse), Marco Donat-Cattin e Maurizio Bignami.

### La scissione
Nel 1981 a Barzio, in provincia di Lecco, si tenne una nuova Conferenza di Organizzazione che decise per la trasformazione di Prima Linea nel nuovo Polo Organizzato, una rete di protezione per i militanti ricercati. Nella seconda metà dello stesso anno, mentre vari superstiti confluiscono individualmente nelle Brigate Rosse, i maggiori esponenti, ancora in libertà, riescono a ricompattarsi in due gruppi: il Nucleo di comunisti, capeggiati da Sergio Segio, e i Comunisti organizzati per la liberazione proletaria, una formazione che si proponeva la liberazione dei detenuti per banda armata e per reati politici in generale, guidati da Giulia Borelli. Seppur divisa e con nuovi aderenti (tra cui l'ex dei Proletari Armati per il Comunismo Pietro Mutti, futuro controverso collaboratore di giustizia), Prima Linea continuò la sua attività.

### 1982-1983: lo scioglimento
Il 3 gennaio 1982, Segio, con altri militanti, riesce ad aprire con l'esplosivo una breccia nel muro di cinta del carcere di Rovigo e a liberare la sua compagna, Susanna Ronconi, che evade con altre tre detenute di Prima Linea. Nel corso dell'esplosione muore un passante, Angelo Furlan.
Durante il processo nei confronti di Prima Linea di Firenze, del 1983, la decisione dell'autoscioglimento de facto viene comunicata ufficialmente. La decisione era stata ratificata in una Conferenza interna d'Organizzazione tenutasi nel carcere di Torino nella primavera-estate 1983, spiegata poi in un lungo manifesto intitolato “Sarà che avete nella testa un maledetto muro” (noto anche come Il Muro), nel quale viene sancita la rinuncia alle armi. Nel documento, in cui i militanti prendono le distanze sia dall'ortodossia brigatista sia dai fenomeni di dissociazione dei primi pentiti, emerge la presa di distanza dalla lotta armata e, contemporaneamente, la continuazione dell'impegno politico attraverso altri strumenti di "mediazione conflittuale".
(Dal documento “Il Muro”, giugno 1983)
Nella sua storia, Prima Linea fu presente soprattutto in Calabria, Campania, Emilia-Romagna, Lazio, Lombardia, Piemonte, Puglia, Toscana e Veneto e, nella sua attività, vennero coinvolte 923 persone.
Nel 1984, Segio, Ronconi e altri, ormai incarcerati, decidono di consegnare l'arsenale di Prima Linea simbolicamente nelle mani del cardinale Carlo Maria Martini, arcivescovo di Milano. Questa decisione era già stata presa nel 1983, quando Martini fu scelto come interlocutore dai militanti di Prima Linea in una "conferenza di organizzazione" che si tenne nel carcere delle Vallette di Torino, dove era concentrata la gran parte degli imputati del "maxiprocesso" che era in corso contro l'organizzazione, e che decisero di far consegnare proprio all'arcivescovo Carlo Maria Martini le armi ancora in disponibilità dei piellini rimasti liberi. Il 13 giugno 1984 uno sconosciuto si presentò nell'arcivescovado di Milano al segretario di Martini e abbandonò sul tavolo tre borse contenenti le ultime armi dell'organizzazione terroristica, il quale aveva accettato precedentemente di riceverle. Secondo Sergio Segio, "quel gesto generoso di Martini sicuramente accelerò la fine della lotta armata e contribuì a dare speranza e un nuovo progetto a migliaia di giovani incarcerati".

### Eventi successivi: scioglimento definitivo e destino dei vari militanti
Sergio D'Elia e Maurice Bignami si iscrissero nel 1986 al Partito Radicale, aderendo alla campagna di autofinanziamento del movimento di Marco Pannella. Impossibilitati a uscire dal carcere, inviarono un intervento al Congresso del Partito radicale che si svolgeva a Roma: 
(Sergio D'Elia, Maurice Bignami et al., Lettera dall'ergastolo: quei Figli della Libertà, Notizie Radicali del 22 novembre 1986)
Il 21 febbraio 1987, seguendo D'Elia e Bignami, Federico Alfieri, Gianfranco Mattacchini, Adriano Roccazzella, Rosaria Roppoli, Paolo Zambianchi, Roberto Rosso, Liviana Tosi, Susanna Ronconi, Sergio Segio, Paolo Cornaglia, detenuti nel carcere di Torino e condannati per reati connessi all'appartenenza al gruppo terroristico, si iscrissero al Partito radicale portando a conoscenza le motivazioni ideologiche con una lunga lettera esplicativa sul tema: Le regole del gioco e la democrazia.
Il testo proclamava l'abbandono di scelte errate sia nei metodi usati sia del punto visuale scelto per l'analisi della situazione politica e sociale italiana del tempo.
(Notizie Radicali n· 62 del 18 marzo 1987)

Nel 1987 D'Elia condannò con un comunicato un attentato delle Brigate Rosse, invitandole a deporre le armi: 
(Sergio D'Elia et al., Compagno assassino non uccidere: appello alle Brigate Rosse, Rebibbia, febbraio 1987)
Il 1º marzo 1987 l'organizzazione terroristica viene dichiarata ufficialmente sciolta per sempre, rinunciando in maniera permanente alle ipotesi di lotta armata, e consegnandosi nelle mani del Partito Radicale Transnazionale; nel suo messaggio di marzo 1987 al Partito Radicale D'Elia, Bignami e Segio, con altri reclusi di PL, dichiararono di consegnare simbolicamente Prima Linea ai radicali stessi, perché le sue forze vengano utilizzate per la nonviolenza e la democrazia. D'Elia diede poi vita a numerose iniziative di nonviolenza, fino alla concessione della semilibertà nel 1988, e venne scarcerato nel 1991; da allora lavora nel Partito radicale, di cui è divenuto dirigente, fondando l'associazione [[Nessuno tocchi Caino]] contro la [[pena di morte]] e la [[tortura]], assieme alla prima moglie, la radicale [[Mariateresa Di Lascia]].
Sergio Segio, uno dei leader, dopo aver scontato la sua condanna a 22 anni, lavora al recupero dei soggetti svantaggiati della società collaborando in questo anche con il sacerdote antimafia (fondatore di Libera) don Luigi Ciotti e il suo Gruppo Abele. Ha pubblicato diversi articoli sulle tematiche carcerarie e nel 2005 è uscito il suo libro Miccia Corta. Una storia di Prima Linea, che traccia la storia di PL. Dal libro venne liberamente tratto un film, La prima linea, del regista Renato De Maria. Segio è anche responsabile del Programma Carceri del gruppo di don Ciotti e coordinatore dell'Associazione SocietàINformazione sui Diritti Globali.
Anche Susanna Ronconi, compagna di Segio ed elemento di spicco di PL, lavora per il Gruppo Abele di don Ciotti e per Asl e Comuni, soprattutto in Toscana e Lombardia, occupandosi di tematiche legate agli stupefacenti. Il 5 dicembre 2006, dopo aver collaborato col Ministro della Salute Livia Turco, il ministro per la Solidarietà sociale, Paolo Ferrero del Partito della Rifondazione Comunista (PRC), nominò Susanna Ronconi membro della Consulta Nazionale delle tossicodipendenze. Il 2 marzo 2007 si apprese che il ministro fu indagato. Il reato ipotizzato dalla Procura di Roma, secondo quanto scrive il Corriere della Sera, sarebbe quello di abuso d'ufficio. Il primo marzo Susanna Ronconi si dimise e il ministro le revocò la nomina. Nessun reato verrà sancito ai danni di Ferrero.
Marco Donat-Cattin, libero dal maggio 1987, è morto il 18 giugno 1988, sull'autostrada Serenissima, nei pressi del casello di Verona sud, travolto da un'auto mentre, sceso dalla sua vettura, stava segnalando alle macchine che sopraggiungevano di fermarsi per evitare un incidente in cui lui stesso era stato coinvolto leggermente.
Il 10 aprile 2008 Roberto Sandalo fu arrestato dai Carabinieri del ROS e dagli agenti della DIGOS di Milano dopo un'ordinanza di cattura conseguente agli attentati alle moschee e ai centri culturali islamici di Milano avvenuti nei mesi precedenti. Sandalo muore nel carcere di Parma nel 2014.
Sergio D'Elia, nelle elezioni politiche di aprile 2006 è stato eletto alla Camera dei deputati per la Rosa nel Pugno ed è in seguito stato nominato segretario alla Presidenza della Camera. È Segretario dell'associazione radicale Nessuno Tocchi Caino, fondata nel 1993, con l'obiettivo di abolire la pena di morte. È inoltre un attivista nonviolento contro la tortura e in difesa dei diritti umani in Italia e nel mondo.

## Esponenti di Prima Linea
- Roberto Rosso
- Sergio Segio
- Susanna Ronconi
- Marco Donat-Cattin
- Roberto Sandalo
- Massimiliano Barbieri
- Bruno La Ronga
- Enrico Galmozzi
- Sergio D'Elia
- Michele Viscardi
- Enrico Baglioni
- Nicola Solimano
- Alba Donata Magnani
- Maurice Bignami
- Francesco D'Ursi
- Marco Fagiano
- Giulia Borrelli
- Silveria Russo
- Fabrizio Giai
- Barbara Azzaroni
- Matteo Caggegi
- Diego Forastieri
- Lucio DiGiacomo
- Giancarlo Scotoni
- Maurizio Baldasseroni
- Adriano Roccazzella
- Massimo Prandi
- Barbara Graglia
- Giuliana Ciani
- Liviana Tosi
- Bruno Russo Palombi
- Marco Solimano
- Maria Teresa Conti
- Corrado Marcetti
- Fausto Amadei
- Federico Alfieri
- Nando Cesaroni
- Felice Maresca
- Paolo Cornaglia
- Salvatore Carpentieri
- Paolo Zambianchi
- Pia Sacchi
- Roberto Vitelli
- Salvatore Palmi
- Marco Scavino
- Riccardo Borgogno
- Romano Tognini
- Umberto Mazzola
- Valeria Cora
- Vito Biancorosso
- William Waccher
- Federico Misseri
- Maria Pia Cavallo
- Florinda Petrella
- Sebastiano Masala
- Lucia Battaglini
- Maurizio Costa
- Roberto Pautasso
- Massimo Domenichini
- Giuseppe Polo
- Piergiorgio Palmero
- Mario Ferrandi
- Sergio Gaudino
- Salvatore Umana
- Giuseppe Filidoro
- Paolo Ceriani Sebregondi
- Sonia Benedetti
- Gianni Maggi
- Silvio Viale

## Filmografia
- La prima linea, di Renato De Maria, film uscito nelle sale nel 2009 e liberamente ispirato al libro di Sergio Segio, Miccia Corta[50]. Quest'ultimo ha però preso decisamente le distanze dal film, come argomenta nella sua  introduzione alla seconda edizione del libro..